# ميلكا هارتمان
ميلكا هارتمان (بالألمانية: Milka Hartman)‏ (و. 1902 – 1997 م) هي شاعرة وكاتبة نمساوية، توفيت عن عمر يناهز 95 عاماً.